# Pseudotulostoma volvatum
Pseudotulostoma volvatum är en svampart som beskrevs av O.K. Mill. & T.W. Henkel 2001. Pseudotulostoma volvatum ingår i släktet Pseudotulostoma och familjen hjorttryfflar.